# Куантро

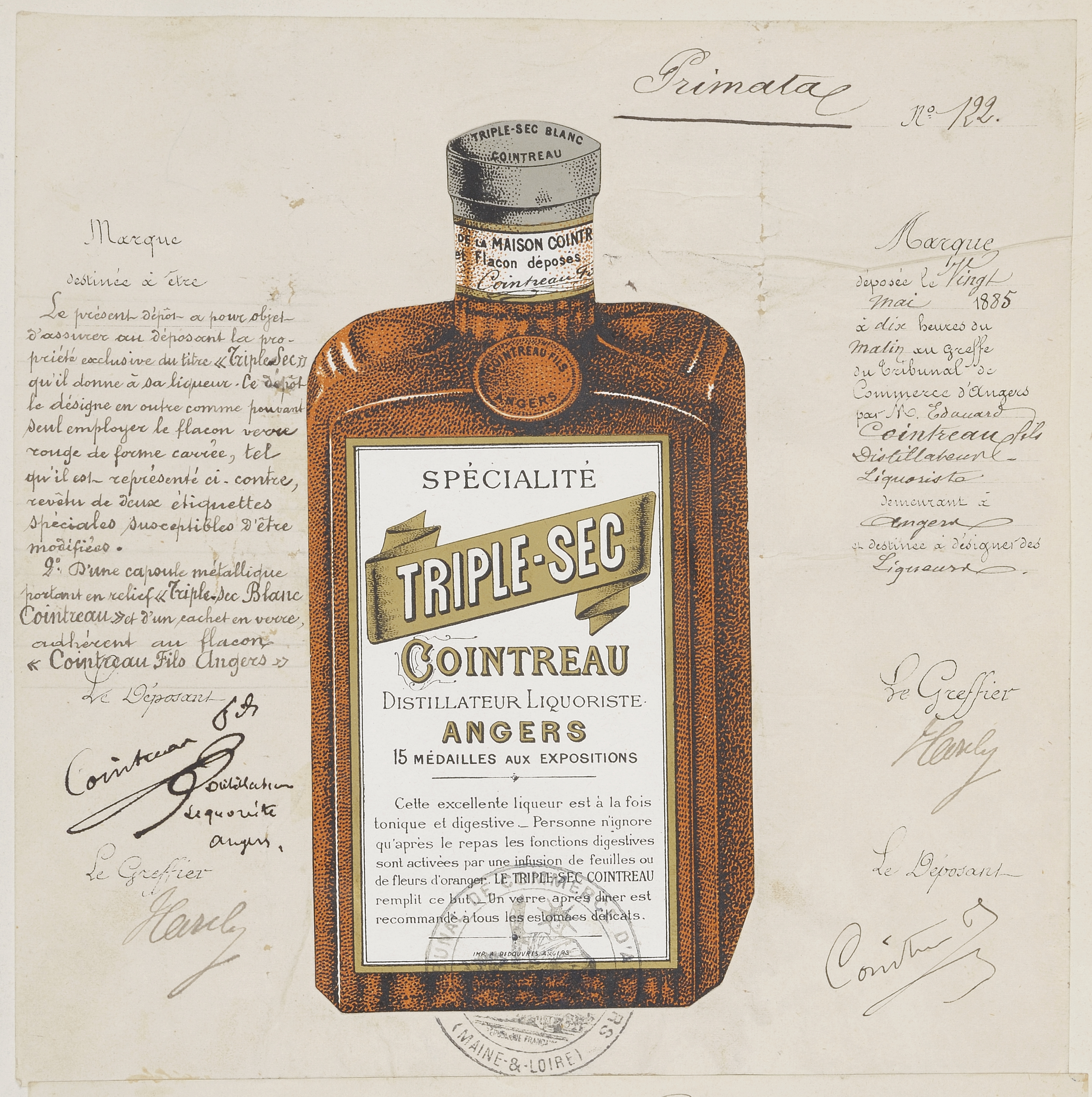
Таможенный сертификат ликёра Triple Sec Cointreau, 1885 год

Куантро́  (от фр. Cointreau) — французский крепкий прозрачный ликёр с ароматом корочек сладких и горьких апельсинов и померанцев. Крепость оригинального Cointreau — 40% об., содержание сахара 25 г/100 мл. Производится компанией Rémy Cointreau.

## История
В 1849 году братья Адольф и Эдуард-Жан Куантро открыли в городе Анже винокурню. Они начали с производства ликёра из дикой вишни (guignolet), но постепенно расширили линейку до 50-и сортов. В 1875 году сын Эдуард-Жана (тоже Эдуард) создал рецепт кристально-прозрачного апельсинового ликёра, в составе которого одновременно использовались горькие и сладкие сорта цитрусовых. 10 лет спустя он оформил патент на название и форму бутылки, по которой ликёр легко узнаваем и сегодня.
Изначально ликёр назывался Triple Sec («тройной сухой»), за меньшее количество сахара и высокое содержание эфирных масел по сравнению с ликёрами кюрасао. На рубеже веков из-за большого количества подражателей и невозможности запатентовать старое название был переименован в Cointreau. За более, чем 170-летнюю историю, Cointreau получил более 300 наград, в том числе в 1889 и 1900 годах на Всемирной выставке в Париже.
К 1981 году в мире продавалось 30 миллионов бутылок Cointreau ежегодно.

## Реклама бренда
В 1898 году был снят первый в мире рекламный ролик Куантро, где появился образ Пьеро (использовался до 1954 года), созданный итальянским художником Николасом Томано. В 2001 году Куантро провозгласил новый слоган Be Cointreauversial, который используется только за пределами Франции. С 2007 года лицом компании становится Дита фон Тиз, которую в 2015 году сменила Летиция Каста.
Модный дизайнер Кэтрин Маландрино совместно с французским агентством Betc Design создала дизайн бутылки для Куантро специально для рынка США. Было выбрано изображение Статуи Свободы (подарок Франции Америке), в дизайне использованы металлические завитки и кристаллы Swarovski[3].

## Изготовление
На завод в Анже поступает высушенная цедра апельсинов, горьких — с Антильских островов, сладких — из Бразилии, Испании и Южной Франции. Цедру в течение одной ночи настаивают на нейтральном спирте, полученном дистилляцией зерновых и свекольных продуктов. Полученный настой дважды дистиллируется в старинных медных перегонных кубах шарантского типа. После этого крепость и вкус дистиллята при помощи родниковой воды и сахарного сиропа доводится до стандартов Куантро.
Куантро сочетает вкус горьких и сладких апельсинов. Горькие апельсины собирают ещё незрелыми, когда их кожура имеет наивысшее содержание эфирного масла. Цедру снимают вручную, отделяя белую внутреннюю часть и высушивают её на солнце (некоторые сладкие сорта апельсинов, получаемые из Испании и Бразилии, используют в свежем виде). В процессе мацерации смесь спирта и воды настаивают на апельсиновой цедре, чтобы получить максимальное количество эфирных масел, требующихся для создания аромата и вкуса Куантро.
Вытяжку дистиллируют на корках, причём для производства ликёра берётся «сердце» полученной жидкости, а «голова» и «хвост» отправляются на повторную дистилляцию. В процессе добавления спирта, сахара и воды, для закрепления напитка, проверяют плотность ликёра, содержание спирта, прозрачность ликёра и его способность приобретать опаловый оттенок при соприкосновении со льдом или водой.

## Употребление
Куантро употребляют в чистом виде, со льдом, в смеси с безалкогольными напитками, а также в составе многих популярных коктейлей:

| - Б-52 - Белая леди - Золотая мечта | - Космополитен - Куантро физ - Лонг Айленд | - Маргарита - Сайдкар - Сердцеед |

При добавлении льда или воды Куантро слегка мутнеет из-за содержащихся в нём эфирных масел.

## Разновидности
- Cointreau L’Unique — крепость — 40%.
- Cointreau Noir — крепость — 40%, сочетание ликёра Cointreau из цедры сладких и горьких апельсинов и коньяка Rémy Martin.
- Cointreau Blood Orange (снят с производства) — крепость — 30%, производился из уникального сорта красных апельсинов, произрастающих исключительно на острове Корсика.